# Charles Hawtrey
Sir Charles Henry Hawtrey, né le 21 septembre 1858 à Slough et mort le 30 juillet 1923 à Richmond, est un acteur, dramarturge et directeur de théâtre anglais.